# Thelma Buabeng
Thelma Buabeng  est une actrice allemande née au Ghana.

## Biographie

### Enfance et études
Née le 31 mars 1981 au Ghana, Thelma Buabeng grandit entourée ses deux frères et sœurs à Meckenheim en Rhénanie, où sa famille emménage après avoir quitté le Ghana en 1984. Elle obtient son diplôme d'études secondaires au lycée Saint-Joseph de Rheinbach et étudie ensuite le marketing des médias à l'Académie ouest-allemande des communications de Cologne.

### Carrière
En 1996, Buabeng commence sa carrière d'actrice avec la troupe de théâtre « Junge Bühne Brotfabrik » à Bonn ,,. Ayant fréquentée pendant deux ans l'école d'art dramatique du « Theater der Keller » de Cologne, elle s'installe à Berlin en 2005, où elle termine en 2009 sa formation d'actrice à la Filmschauspielschule de Berlin. En 2003, elle fait son entrée  à la télévision par la série ARD Lindenstraße . Par la suite, elle est vue dans Der Kriminalist (TV), Les Aventures de Huckleberry Finn (cinéma) et plusieurs autres scènes.
Après avoir travaillé au cinéma et à la télévision, ainsi que  dans la série télévisée  Hotel Adlon: A Family Saga (de) la ZDF, (TV), meilleurs amis, À mort les hippies !! Vive le punk ! (cinéma) et Heil (film) (de) (cinéma), Buabeng lance simultanément son propre projet de comédie Tell Me Nothing From The Horse en 2016 et sa carrière d'actrice (anciennement 3 Sistas depuis 2009).
Buabeng joue dans des scènes théâtrales variées comme Die Schutzbefohlenen au Théâtre Thalia de Hambourg en 2014 ; Météorites au Théâtre Maxim Gorki de Berlin en 2016 ; Faust, Volksbühne sur la Rosa-Luxemburg-Platz en 2017 et Les Misérables de Frank Castorf au Berliner Ensemble.

## Filmographie (sélection)
(janvier 2025).
- 2003 : Lindenstraße (4 épisodes, réalisatrice : Kerstin Krause)
- 2006 : Berlin Bohème (8 épisodes)
- 2010 : Wenn Bäume Puppen tragen (court métrage ; réalisateur : Ismail Sahin)
- 2011 : Der Kriminalist – Unter Druck (réalisateur : Hannu Salonen)
- 2012 : Tatort – Ihr Kinderlein kommet (Réalisateur : Thomas Jauch)
- 2012 : The Adventures of Huck Finn (film, 2012) (de) (réalisateur : Hermine Huntgeburth)
- 2013 : Hotel Adlon: A Family Saga (de) (réalisateur : Uli Edel)
- 2014 : Ein Sommer à Amsterdam (réalisation : Karola Meeder)
- 2015 : Dora ou mourir sexuellement Neurosen avec Eltern (réalisation : Stina Werenfels)
- 2014 : bestefreunde (réalisateur : Jonas Grosch)
- 2014 : ... et puis kam Wanda (réalisateur : Holger Haase)
- 2015 : Tatort – Verbrannt (réalisateur : Thomas Stuber)
- 2015 : À mort les hippies !! Vive le punk ! (réalisateur : Oskar Roehler)
- 2015 : Heil (film) (de) (réalisateur : Dietrich Brüggemann)
- 2015 : Kommissarin Heller – Schattenriss (réalisateur : Christiane Balthasar)
- 2016 : Alarme de rencontre (réalisateur : Holger Haase)
- 2016 : Tatort – Narben (réalisateur : Torsten C. Fischer)
- 2016 : Nachtschicht (TV series) (de) – Ladies First (Nachtschicht) (de) (Réalisateur : Lars Becker)
- 2017 : Les secousses. – Hindenburg (réalisateur : Christian Ulmen)
- 2017 : Am Ruder (réalisateur : Stephan Wagner)
- 2017 : Unter deutschen Betten (réalisateur : Jan Fehse)
- 2017 : Hit Mom: Murderous Christmas (de) (réalisateur : Sebastian Marka)
- 2018 : Echte Bauern chante mieux